# Бокка (Буркау)
Бо́кка или Бу́ковц (нем. Bocka; в.-луж. Bukowc) — деревня в Верхней Лужице, Германия. Входит в состав коммуны Буркау района Баутцен в земле Саксония. Подчиняется административному округу Дрезден.

## География
Находится на западном берегу реки Клостервассер (Клоштерска-Вода). Через деревню проходит велосипедная и пешеходная дорога из деревни Нойштедтель в женский монастырь Мариенштерн.
Соседние населённые пункты: на севере — деревни Нове-Местачко и Вотров коммуны Паншвиц-Кукау, на востоке — деревня Йедлица, на юго-востоке — деревня Горни-Вуезд, на юго-западе — деревня Глупоньца коммуны Паншвиц-Кукау и на западе — деревня Кашецы.
Деревня не входит в официальную Лужицкую поселенческую область.

## История
Впервые упоминается в 1357 году под наименованием Buckow.
C 1932 по 1957 года входила в состав коммуны Глаубниц, с 1957 по 1974 — в коммуну Кашвиц-Глаубниц, с 1974 по 1994 года — в коммуну Паншвиц-Кукау. С 1994 года входит в современную коммуну Буркау.
Исторические немецкие наименования:
- Buckow, 1357
- Bocko, 1508
- Buckewitz, 1559
- Bocka, 1658

## Население
Официальным языком в населённом пункте, помимо немецкого, является также верхнелужицкий язык.
Согласно статистическому сочинению «Dodawki k statisticy a etnografiji łužickich Serbow» Арношта Муки в 1884 году в деревне проживало 43 человека (из них — 32 серболужичанина (74 %)).
| 1834 | 1871 | 1890 | 1910 | 1925 | 2011 |
| ---- | ---- | ---- | ---- | ---- | ---- |
| 38   | 36   | 42   | 24   | 33   | 12   |